# Akrochordit
Akrochordit ist ein sehr selten vorkommendes Mineral aus der Mineralklasse der „Phosphate, Arsenate und Vanadate“ mit der idealisierten chemischen Zusammensetzung MnMn2Mn2(AsO4)2(OH)4(H2O)4 und damit chemisch gesehen ein wasserhaltiges Mangan-Arsenat mit zusätzlichen Hydroxidionen. Da
Akrochordit kristallisiert im monoklinen Kristallsystem chemischen Zusammensetzung (Mn,Mg)5[(OH)2|AsO4]2·4H2O und entwickelt meist kugelige, warzenförmige (Name!), aber auch prismatische Kristalle bis etwa 2 mm Größe oder körnige bis massige Mineral-Aggregate.

## Etymologie und Geschichte
Erstmals entdeckt wurde Akrochordit in Mineralproben aus der schwedischen Grubengemeinde Långban (Filipstad) in der schwedischen Provinz Värmlands län und beschrieben 1922 durch Gustaf Flink (1849–1931), der das Mineral aufgrund seiner charakteristischen warzenförmigen Kristallausbildung nach altgriechisch ἀκροχορδών akrochordṓn für Warze benannte. Die chemische Analyse führte G. Karl Almström durch, der eine Zusammensetzung von As2O3·4MnO·MgO·6H2O ermittelte.
Bei der Veröffentlichung der „Neuen Minerale“ 1923 wurde die Formel allerdings zu Mn4Mg(AsO5)2·6H2O vereinfacht, da angenommen wurde, dass das ursprüngliche Material von Flink unrein war. 1968 wurde die Formel noch einmal angepasst zu Mn4Mg(AsO4)2(OH)4·4H2O. Zusammen mit der offiziellen Anerkennung der Akrochorditgruppe im Dezember 2022 (publiziert 2023) durch die International Mineralogical Association (IMA) wurde auch die Zusammensetzung des namensgebenden Mineral neu definiert zur aktuell gültigen, idealisierten Endgliedformel MnMn2Mn2(AsO4)2(OH)4(H2O)4.
Das Typmaterial des Minerals wird im National Museum of Natural History (NMNH) in Washington, D.C. unter den Inventarnummern 162614 und R05396 aufbewahrt.

## Klassifikation
In der zuletzt 1977 überarbeiteten 8. Auflage der Mineralsystematik nach Strunz gehörte der Akrochordit zur Mineralklasse der „Phosphate, Arsenate und Vanadate“ und dort zur Abteilung „Akrochordit-Tirolit-Gruppe (mit ungefähr 2 OH pro RO4)“, wo er zusammen mit Arthurit, Chenevixit und Tirolit die „Wasserhaltige Phosphate, Arsenate und Vanadate mit fremden Anionen“ mit der Systemnummer VII/D.09 bildete.
In der zuletzt 2018 überarbeiteten Lapis-Systematik nach Stefan Weiß, die formal auf der alten Systematik von Karl Hugo Strunz in der 8. Auflage basiert, erhielt das Mineral die System- und Mineralnummer VII/D.16-030. Dies entspricht ebenfalls der Abteilung „Wasserhaltige Phosphate, mit fremden Anionen“, wo Akrochordit zusammen mit Chenevixit, Guanacoit und Luetheit eine unbenannte Gruppe mit der Systemnummer VII/D.16 bildet.
Auch die von der IMA zuletzt 2009 aktualisierte 9. Auflage der Strunz’schen Mineralsystematik ordnet den Akrochordit in die Abteilung der „Phosphate usw. mit zusätzlichen Anionen; mit H2O“ ein. Diese ist weiter unterteilt nach der relativen Größe der beteiligten Kationen und dem Stoffmengenverhältnis der zusätzlichen Anionen (OH usw.) zum Phosphat-, Arsenat- bzw. Vanadatkomplex (RO4). Das Mineral ist hier entsprechend seiner Zusammensetzung in der Unterabteilung „Mit ausschließlich mittelgroßen Kationen; (OH usw.) : RO4 = 2 : 1“ zu finden ist, wo es zusammen mit Guanacoit die „Akrochorditgruppe“ mit der Systemnummer 8.DD.10 bildet. Seit 2022 gehört auch das Mineral Vargit (IMA 2020-051) zu dieser offiziell von der IMA anerkannten Gruppe.
In der vorwiegend im englischen Sprachraum gebräuchlichen Systematik der Minerale nach Dana hat Akrochordit die System- und Mineralnummer 42.04.01.01. Dies entspricht der Klasse der „Phosphate, Arsenate und Vanadate“ und dort der Abteilung „Wasserhaltige Phosphate etc., mit Hydroxyl oder Halogen“, wo das Mineral zusammen mit Guanacoit in die „Akrochorditgruppe“ mit der Systemnummer 42.04.01 innerhalb der Unterabteilung „Wasserhaltige Phosphate etc., mit Hydroxyl oder Halogen mit (AB)5(XO4)2Zq × x(H2O)“ zu finden ist.

## Kristallstruktur
Akrochordit kristallisiert isotyp mit Guanacoit im monoklinen Kristallsystem in der Raumgruppe P21/c (Raumgruppen-Nr. 14) mit den Gitterparametern a = 8,68 Å; b = 17,63 Å; c = 6,83 Å und β = 99,5° sowie 2 Formeleinheiten pro Elementarzelle.

## Bildung und Fundorte
Akrochordit bildet sich als seltenes Mineral im Hausmannit-Erz in einem metamorph gebildeten Eisen-Mangan-Erzkörper oder in stratiformen Zink-Lagerstätten. Begleitminerale sind unter anderem neben Hausmannit noch Pyrochroit, Baryt, Eveit, Brandtit, Sarkinit, Chlorophoenicit und verschiedene Carbonate.
Weltweit sind bisher nur drei Fundorte für Akrochordit dokumentiert. In Schweden fand sich das Mineral außer an seiner Typlokalität Långban noch in der „Moss Mine“ bei Nordmark in der Gemeinde Filipstad. Daneben konnte es in den USA noch in Mineralproben aus der „Sterling Mine“ am Sterling Hill bei Ogdensburg in New Jersey entdeckt werden (Stand: 2025).